# Raïon d'Eupatoria
Le raïon d'Eupatoria (en ukrainien : Євпаторійський район et en russe : Евпаторийский район) est un ancien raïon (district) de la RSS d'Ukraine. Son centre administratif est la ville d'Eupatoria.